# Tuonetar
Tuonetar est la reine des Enfers dans la mythologie finnoise.
Tuonetar est la femme de Tuoni, avec qui elle règne sur le monde des Enfers, le Tuonela.
Dans la 16e chanson du Kalevala, Väinämöinen arrive dans leur royaume. Tuonetar est ravie de lui offrir un gobelet d'or, mais après avoir inspecter l'offrande de plus près, il s'aperçoit qu'il s'agit d'un poison sombre à base de grenouilles, de jeunes serpents venimeux, de lézards, de vipères et de vers. Quiconque boit le breuvage, connu sous le nom de bière de l'oubli, oublie qu'il n'ait jamais existé et devient incapable de retourner sur la Terre des vivants. Seuls Tuonetar et les enfants de Tuoni sont autorisés à quitter le Tuonela,.
Lorsque Väinämöinen demande à Tuonetar de révéler les trois mots magiques qu'il est venu chercher, elle refuse et jure qu'il ne quittera jamais le Tuonela. Elle le plonge dans le sommeil avec sa baguette magique et son fils tridactyle tisse mille filets de fer et de cuivre afin de le capturer s'il tente de s'échapper sur le bord de la rivière Tuoni. Väinämöinen réussit à s'échapper en se transformant en serpent et en nageant à travers les filets, et quand il retourne au Kalevala, il avertit ses semblables de ne jamais pécher, de peur d'être transporté au Tuonela.
Tuonetar est connue comme la Vierge de la Mort et la déesse des mondes souterrains. Elle est la mère de Kipu-tyttö, Kivutar, Vammatar, Kalma et Loviatar, ainsi que de nombreuses plaies, maladies, démons et autres monstres.